# Nagyszombati kerület
A Nagyszombati kerület (szlovákul Trnavský kraj) közigazgatási egység Nyugat-Szlovákiában. Délen Magyarország, északnyugaton Csehország, Ausztria, nyugaton a Pozsonyi kerület, keleten a Trencséni és a Nyitrai kerület határolja.
Területe 4158 km², lakosainak száma 554 741 fő (2011), székhelye Nagyszombat (Trnava). Lakosságának 21,8 százaléka, azaz 120 784 személy magyar nemzetiségű. Ők a Dunaszerdahely járást és a Galántai járás déli felét lakják.
A kerület a hosszan nyúlik el észak–déli irányban. Északnyugaton a Morva folyó, délen a Duna határolja. Fő tájegységei a Kis-Kárpátok és a Vág folyó völgye.

## Népessége
| Év:            | 1994.   | 2004.   | 2014.   | 2024.   |
| -------------- | ------- | ------- | ------- | ------- |
| Emberek száma: | 547 173 | 553 198 | 558 677 | 565 900 |
| Eltérés:       |         | +1,10 % | +0,99 % | +1,29 % |

| Év:            | 2023.   | 2024.   |
| -------------- | ------- | ------- |
| Emberek száma: | 566 114 | 565 900 |
| Eltérés:       |         | -0,03 % |

## Járások
A kerület a következő 7 járásból (szlovákul okres) áll:
| Térkép                            | Járás                                         | Székhely                         | Terület (km²) | Népesség (2011, fő) | Magyarság száma (2011, fő), aránya (százalék) |
| --------------------------------- | --------------------------------------------- | -------------------------------- | ------------- | ------------------- | --------------------------------------------- |
|                                   | Dunaszerdahelyi járás (Okres Dunajská Streda) | Dunaszerdahely (Dunajská Streda) | 1074,6        | 116 492             | 87 349 (74,98%)                               |
| Galántai járás (Okres Galanta)    | Galánta (Galanta)                             | 641,7                            | 93 594        | 32 793 (35,03%)     |                                               |
| Galgóci járás (Okres Hlohovec)    | Galgóc (Hlohovec)                             | 267,2                            | 45 761        | 62 (0,13%)          |                                               |
| Nagyszombati járás (Okres Trnava) | Nagyszombat (Trnava)                          | 741,3                            | 128 567       | 239 (0,18%)         |                                               |
| Pöstyéni járás (Okres Piešťany)   | Pöstyén (Piešťany)                            | 381,1                            | 63 152        | 122 (0,19%)         |                                               |
| Szakolcai járás (Okres Skalica)   | Szakolca (Skalica)                            | 357,1                            | 46 671        | 133 (0,28%)         |                                               |
| Szenicei járás (Okres Senica)     | Szenice (Senica)                              | 683,5                            | 60 504        | 86 (0,14%)          |                                               |
| Összesen:                         | –                                             | 4146,6                           | 55 4741       | 120 784 (21,8%)     |                                               |